# Lluís Peñaranda i Pons
Lluís Peñaranda i Pons (Barcelona, 29 de diciembre del 1947 - Figueras, 14 de diciembre del 2010) fue un pintor, ilustrador y diseñador gráfico formado en arteterapia.

## Biografía
Lluís Peñaranda nació en Barcelona y empezó su formación artística el año 1959 en el taller del pintor Vicenç Casals Grau en Granollers. Tras pasar su infancia en esta ciudad, en 1964 se traslada a Barcelona donde asiste a clases en la Escuela Massana formándose en dibujo, pintura y diseño gráfico.
En 1970, juntamente con Daniel Lleixà, Josep Pladiura, Marta Ros, Jordi Vallès y Ramón Viñas, crea el colectivo Formes d'avui. Años más tarde, en 1978, se traslada a Figueras y en 1997 al pueblo de Castellón de Ampurias, también en el Alto Ampurdán. En aquellos años lleva a cabo diversos proyectos como ilustrador.
En el año 2000 se forma en arteterapia realizando proyectos creativos con enfermos de alzheimer hasta su muerto, en el año 2010.

## Vida artística
Peñaranda se refería a su obra en estos términos: "No describo nada nuevo sobre las tres dimensiones: alto, bajo y profundo. Lo que lo hace distinto es en lo que es personal: cómo uno lo percibe, lo vive, siente su presencia en la misma experiencia. Entre lo abordable y lo inabordable, aprendo a aceptar, a compartir lo que me asocia y me agrupa y, al mismo tiempo, me separa".
Cuando en 1993, realizó la exposición en Albons (Alto Ampurdán), Peñaranda participó de la eclosión del arte conceptual en Cataluña realizando muestras colectivas con artistas destacados como Jordi Benito, Francesc Abad y Ferran García Sevilla, entre otros. Más adelante, ya establecido en el Empordà, colaboró con el grupo de jóvenes emergentes de la zona impulsando exposiciones y participando en ellas junto a Jordi Mitjà y Pep Canaleta, entre otros.
En el año 2001, Peñaranda creó diecinueve ilustraciones con tinta china para acompañar el Libro del Antiguo Testamento El cantar de los cantares. Aunque inicialmente debían ser publicadas, quedaron como un proyecto inaudito.
En el año 2017, siete años después de su muerte, el Museo del Empordà de Figueres y el Museo de Granollers, en cuya colección se hallan varias obras del artista, organizan la primera exposición retrospectiva tomando como título un elemento de la naturaleza que fascinaba a Peñaranda, la flor de algodón. Además de mostrar su trayectoria creativa completa, Flor de cotó. Lluís Peñaranda incorporaba algunos textos de un artista con una acusada sensibilidad hacia la escritura. Entre otros, un haiku y Ruina (2008).

### Obra objetual
Desde sus inicios, a principio de los año setenta y durante toda su trayectoria, en paralelo a su obra plástica, Peñaranda participó en la renovación del lenguaje escultórico. Con una línea claramente conceptual, transitó entre el arte povera, el objet trouvé y los assemblages. Entre sus piezas escultóricas, destaca El silenci dels ossos, dos piezas elaboradas con huesos recuperados en la playa del Calpé, en Portbou (Alto Ampurdán).

### Pintura y dibujo
La formación en dibujo y en diseño gráfico marcó el conjunto de la obra plástica de Peñaranda. Como ha escrito Juliette Murphy, comisaria de la exposición en el Museo del Ampurdán: "Su arte evolucionó des de unos inicios conceptuales hasta un mundo onírico imbuido de magia, que abarcó también sus assemblages y performances". Por su parte, Narcís Pijoan escribió: "Lluís Peñaranda se dedica a liberar las superfícies de los papeles de tramas demasiado obvias, apostando a favor de un orden más introspectivo, de una dialéctica más íntima".
En su universo onírico destacan personajes enigmáticos con simbolismos recurrentes como el ojo, el espiral o el mandala, con los que configura dibujos detallistas y precisos pero a la vez misteriosos. Peñaranda construyó una obra intuitiva y psicológica.
Además de colecciones particulares, su obra se halla en el Museo de Granollers, el Museo del Juguete de Cataluña en Figueras, el Museo Goya de Castres y el Museum of Modern Art de Machynlleth en Gales.

### Acción y performance
Entre sus performances, destaca su participación en Ocupacions, encuentro artístico convocado por la Plataforma Ampurdanesa de Arte Contemporáneo, PH (1997) y realizando en diversos espacios públicos de Figueras; Trànsit de lletres, en la Galería Lola Ventós de Figueras (2008) y El so que emet l'univers no el sentim perquè ens hi hem acostumat en el Arts Santa Mónica de Barcelona (2009).

## Arteterapia
Aunque no empezó su formación en arteterapia hasta el año 2000, Peñaranda se había volcado hacia esta práctica desde el año 1994. Desde entonces, compaginó su pintura con el trabajo creativo con enfermos de Alzheimer. El artista colaboró con el Instituto de Sociología y Psicología aplicadas, actual IATBA (Institut d'Artteràpia Transdiciplinaria de Barcelona) impartiendo cursos diversos, como el titulado Creativitat i gent gran en el año 2006.
- Datos: Q28963310